# 沙尔克齐·伊什特万
沙尔克齐·伊什特万（匈牙利語：Sárközi István，1947年10月21日—1992年1月31日），匈牙利男子足球运动员。他曾代表匈牙利国家队参加1968年夏季奥林匹克运动会足球比赛，获得一枚金牌。